# Seznam azerbajdžanskih rokoborcev
Seznam azerbajdžanskih rokoborcev.

## A
- Namig Abdullayev

## M
- Farid Mansurov